# The Other
The Other (bra: A Inocente Face do Terror) é um filme de terror psicológico de 1972, dirigido por Robert Mulligan. Adaptado para o cinema por Thomas Tryon de seu romance homônimo de 1971, foi o único trabalho cinematográfico dos gêmeos Chris e Martin Udvarnoky.[carece de fontes?]

## Sinopse
Numa comunidade rural estadunidense em 1935, vivem os gêmeos idênticos Niles e Holland (Chris e Martin Udvarnoky).
As brincadeiras dos irmãos tornam-se cada vez mais perigosas, chegando a ameaçar a vida de parentes e vizinhos. Os gêmeos acabam se dividindo na personificação do bem e do mal. Enquanto Holland  cada vez mais brinca com o medo e o perigo, inclusive podendo ferir outras pessoas, seu irmão Niles não gosta do que vê, mas ao mesmo tempo alguma coisa faz com que o garoto não denuncie o irmão.

## Elenco principal
- Chris Udvarnoky .... Niles Perry
- Martin Udvarnoky .... Holland Perry
- Uta Hagen .... Ada
- Diana Muldaur .... Alexandra
- Norma Connolly .... Aunt Vee
- Victor French .... Mr. Angelini
- Loretta Leversee .... Winnie
- Lou Frizzell .... Uncle George
- Clarence Crow .... Russell
- John Ritter .... Rider
- Jenny Sullivan .... Torrie
- Portia Nelson .... Mrs. Rowe
- Jack Collins .... Mr. Pretty